# Lovat
La rivière Lovat (en russe : Ловать) est un cours d'eau de Russie et de Biélorussie. C'est un tributaire du lac Ilmen, donc un sous-affluent de la Neva, par le lac Ilmen, le Volkhov puis le lac Ladoga.

## Géographie
La Lovat prend sa source dans le lac Lovatets, dans le nord-ouest de la Biélorussie puis se dirige vers le nord à travers les oblasts de Pskov et de Novgorod jusque dans le lac Ilmen.

## Affluents
Ses affluents principaux sont :
- la Kounia
- la Polist
- la Redia
- la Robia

## Villes traversées
Les principales villes arrosées par la Lovat sont :
- Velikié Louki
- Kholm

## Hydrométrie - Les débits à Kholm
Le débit de la Lovat a été observé pendant 63 ans (durant la période 1911-1985) à Kholm, ville de l'oblast de Novgorod située à plus ou moins 130 kilomètres en amont de son embouchure dans le lac Ilmen.
À Kholm, le débit annuel moyen ou module observé sur cette période a été de 97,9 m3/s pour une surface prise en compte de 14 700 km2, soit environ les deux tiers du bassin versant total de la rivière qui en compte 21 900. La lame d'eau écoulée dans le bassin versant de la rivière atteint ainsi le chiffre de 210 millimètres par an, ce qui peut être considéré comme modérément élevé, et correspond aux mesures effectuées sur les autres cours d'eau de la région.
La Lovat est un cours d'eau abondant et généralement assez bien alimenté. Il présente deux périodes de crue.
Les crues principales se déroulent de fin mars à la mi-mai avec un maximum en avril (moyenne mensuelle de 426 m3/s) et correspondent à la fonte des neiges après une longue période de gel et de neige. Dès le mois de mai, le débit de la rivière baisse fortement, ce qui mène rapidement à la saison des basses eaux d'été qui a lieu en juillet et août. En automne a lieu une seconde période de crue, nettement moindre que celle de printemps, et liée aux pluies de la saison ; elle va d'octobre à décembre. Puis surviennent les gelées d'hiver avec chutes de neige ce qui donne lieu à un nouvel étiage, comme un peu partout dans la grande plaine russe.
Le débit moyen mensuel observé en août (minimum d'étiage) atteint 38,4 m3/s, soit moins de 10 % du débit moyen du mois d'avril (maximum de l'année), ce qui souligne l'amplitude assez importante des variations saisonnières.
Sur la période d'observation de 63 ans, le débit mensuel minimal a été de 3,38 m3/s (en décembre 1939), tandis que le débit mensuel maximal s'est élevé à 750 m3/s (en avril 1915).

### Source
- Grande Encyclopédie soviétique